# Фасциотомија
Фасциотомија,(fascia +(грч. tome-rez) ), инцизија фасције, дисекција фасције,  је хируршка процедура засецања или пресецања фасције да би се ублажила напетост или притисак у ткивима која она окружује. Најчешће се примењује у неким мишићним болестима или у случајевима повреде мишића, након великих физичких напрезања или крварења у унутрашњости мишића.
Када су промене на доњим удовима праћене пролонгираном исхемијом стопала отоком и парестезијом прстију проширена фасциотомија чланака и стопала се проводи као допуна хируршком лечењу болесника ради спашавања удова од ампутације.

## Етиологија
Фасције могу бити оштећене механичком повредом, тј, сталном напетошћу или дејства дуготрајне трауме, и/или након инфекције ткива и органа које она прекрива.
Узроци који доводе до повећања субфасцијалног (интракомпартментског) притиска могу бити:
Краш синдром
Синдром касне реваскуларизације
- Дислокације и преломи костију,
- Компартмент синдром или реперфузијска повреда - након неуспешне или успешне реконструктивне операције на крвним судовима.

Компартмент синдром („одељак синдром“), је реперфузијски поремећај изазван исхемијским отоком мишића, затворених у густом фасцијалном омотачу (најчешће код подлактице, потколенице и бутине). Као последица отока расте субфасцијални (интракомпартментски) притисак, што доводи до нарушавања микроциркулације у мишићима и пораста исхемијског отока који напредује до гангрене на удовима. Иреверзибилна неуромускуларна оштећења настају после 12 часова од почетка клиничких манифестација и зато је у овом времеском периоду неопхоидно применити као једну од метода лечења и фасцијектомију. Као последица компартмент синдрома настаје Волкманова исхемијска контрактура.

## Клинички знаци
Клиничке манифестације, типичне за пораст субфасцијалног (интракомпартментског) притиска, познате као 5 „Пс“-синдром - (енгл. -5 "Ps"- syndrome) су;
1.. Бол у удовима (изузетно јак, константан, слабо локализован и први је знак)
2. Бледило (праћено отеченом и сјајном кожом)
3. Укоченост или парестезије прстију (у виду убода иглама)
4. Парализа као последица оштећења живаца (немогућности кретања прстију)
5. Присуство пулса у удовима (изузев ако у нападнутом одељку постоји оштећење артерије)

## Индикације
Главне индикације за профилактичку фасциотомију су;
- Изражена венска инсуфицијенција.
- Потколена оштећења артерија или вена.[5]
- Поремећаји након артеријске реконструкције.
- Касна артеријска реконструкција (> 6 сати након трауме).[2]
- Изражен оток меких ткива удова.
- Есмархова повеска примењена дуже од 2 часа.

## Дијагностика

### Знаци пораста субфасцијалног (интракомпартментског) притиска
Било који од следећих клиничких симптома су показатељи растућег субфасцијалног притиска :
- Напетост субфасцијалног ткива и мишића са парестезијама, или без њих.
- Бол у току пасивних покрета удова.
- Парализа у пределу оштећених нерава.

### Мерење субфасцијалног (интракомпартментског) притиска
Субфасцијални или интракомпартментски притисак се мери применом „Slite“ катетера или система за трансфузију који је испуњен стерилним физиолошким раствором. На једном крају овог система се налази игла, која се убодом кроз кожу и фасцију уводи у простор испод фасције а на другом крају градуисана стаклена цевчица (манометар) на којој се очитава вредност измереног субфасцијалног притиска.
Повећан интракомпартменски притисак у субфастсиалном простору >30 mmHg је патолошки знак и апсолутна индикација за извођење терапијских фасциотомија.

## Начин извођења
Фасциотомију обично изводи хирург у општој или регионалној анестезији. Почиње резом (инцизијом) у кожи, а затим се наставља засецањем или пресецањем фасције, на оном њеном делу где ће најуспешније бити уклоњен притисак (уз што мања оштећења ткива). По завршеном лечењу врши се затварање (ушивање) резова на фасцији и кожи. 

## Компликације
- Примена фасциотомије је сложен поступак, који може додатно да изложи повређеног ризику инфекције и крварењу.[7]
- Фасциотомијом се растерећује пораст притиска у мишићима изазван изливом течности и едемом, али се затворена повреда, претвара у отворену са великим ризиком инфекције и сепсе.
- Неколико студија показује лошији исход опоравка код болесника који су лечени фасциотомијом у односу на остале повређене код којих она није примењена.[7][8]
- Примена фасциотомије је корисна само у спречавању исхемијских контрактура.[9] У Израелу, фасциотомија се примењује као последње средство лечења у случајевима неуспешне интравенске употребе манитола.[8]